# Ectopleura xiamenensis
Ectopleura xiamenensis är en nässeldjursart som beskrevs av Zhang Jinbiao och Lin Mao 1984. Ectopleura xiamenensis ingår i släktet Ectopleura och familjen Tubulariidae. Inga underarter finns listade i Catalogue of Life.